# Сорочинський Лев
Лев Сорочинський (нар. 1895, м. Гайсин на Поділлі — пом. 31 січня 1963, Оліфант, Пенсільванія, США) — український співак, диригент, композитор, вчений-етнограф.

## Життєпис
1917 році став хористом одного з міщанського хорів у Києві. Від 1917 року — член Українського Національного хору в Києві, від 1918 — член Української Республіканської капели, від 1921 — в Українському Національному хорі (помічник Олександра Кошиця). 
Після того, як влітку 1924 року Український національний хор саморозпустився Лев Сорочинський оселився в Рочестері (штат Нью-Йорк), де взявся керувати церковним хором при соборі Св. Кирила та Методія та вирішив створити український громадський хор і мандоліновий оркестр при школі Товариства вільних козаків.
Від 1926 — диригент українських хорів у США та Канаді. Керував у Клівленді хором ім. Духновича.
Лев Сорочинський помер 31 січня 1963 року та був похований на цвинтарі в Оліфанті, Пенсільванія, США.